# Donald A. Wollheim
Donald A. Wollheim (ur. 1 października 1914, zm. 2 listopada 1990) – amerykański pisarz, pierwszy antologista sf, wydawca.
Wollheim odkrył wielu pisarzy, przede wszystkim Philipa K. Dicka, Johna Brunnera, Samuela R. Delany'eya, Thomasa M. Discha, Harlana Ellisona, Ursulę Le Guin, Roberta Silverberga, C.J. Cherryh i Tanith Lee. Nie odkrył jednak Stephena Kinga, który przyniósł do niego swoją pierwszą powieść sf.

## Życiorys
Wollheim zadebiutował w 1934 r. w „Wonder Stories” Hugo Gernsbacka opowiadaniem The Man from Ariel, ale stał się znany dopiero w 1942 dzięki serii opowiadań, z których Mimikrę z grudniowego wydania 1942 r. opublikowało „Astonishing Stories” (w Polsce „Fantastyka”, nr 10/1983). Opowiadanie to jako jedyne doczekało się trzech wersji filmowych.
W 1943 r. wydał The Pocket Book of Science Fiction, antologię amerykańskich opowiadań fantastycznonaukowych, która otworzyła nowy etap w rozwoju fantastyki. Miejsce tanich, ale niezbyt długo prosperujących magazynów i drogich książek science fiction zajęła tania książka kieszonkowa – pocket book. Zbiorek stał się bestsellererm i Wollheim wydał dwie następne antologie: The Portable Novels of Science (Viking 1945) i Avon Fantasy Reader (1946).
Lata 70. charakteryzował dalszy wzrost poczytności taniej książki kieszonkowej. Wollheim założył w 1971 swoje własne wydawnictwo DAW BOOKS i w krótkim czasie zajął czołowe miejsce na amerykańskim rynku wydawniczym. Wydawnictwo to utrzymywało wiodącą rolę na rynku jeszcze w kilka lat po jego śmierci w 1990 r., by w drugiej połowie lat 90. zostać wchłoniętym przez korporację wydawniczą Penguin-Putnam.

### Kontrowersje
Wollheim od początku swej działalności w klubie miłośników sf, aż do chwili założenia swego wydawnictwa był znanym skandalistą.
Jeszcze w 1934 r. zaskarżył Gernsbacka za niezapłacone honorarium, zmuszając ojca amerykańskiej sf do wypłacenia 75 dolarów USA (w tym 10 w postaci zwrotu kosztów sądowych). W 1945 r. zaskarżył 7 przyjaciół ze swego klubu sf, którzy posądzili go o wmieszanie się w romans z Judith Merril, co kosztowało ich, mimo wycofania pozwu przez Wollheima, 600 dolarów zwrotu kosztów sądowych i spowodowało na 30 lat rozdźwięk między Wollheimem i Jamesem Blishem. Upór Wollheima był znany w całym środowisku, mimo jego wielu zalet i pomocy w promowaniu utalentowanych autorów.
Za skandaliczne uznawano jego praktyki z lat 50., gdy prowadząc serię tanich dwustronnych książek sf Ace Doubles (2 powieści w jednym) dopuszczał się istotnych skrótów, uproszczeń i zmian. Terry Carr, jego konkurent na rynku edytorskim puścił w obieg nawet powiedzenie, że gdyby Wollheim wydawał Biblię skróciłby ją na 2 powieści i zmieniłby tytuł na Bóg Wojny Izraela / Istota w trzech postaciach.
Największym i ostatnim skandalem było wydanie w 1965 r. trylogii Tolkiena Władca Pierścieni w postaci trzytomowej książki kieszonkowej dzięki lukom prawnym. Skandal ten nie tylko nie przyniósł szkody wydawnictwu Ace, ale wręcz uczynił je sławnym.

## Twórczość

### Powieści
- The Secret of Saturn's Rings (1954)
- Secret of the Martian Moons (1955)
- One Against the Moon (1956)
- Across Time (1957) (jako David Grinnell)
- Edge of Time (1958) (jako David Grinnell)
- The Martian Missile (1959) (jako David Grinnell)
- The Secret of the Ninth Planet (1959)
- Destination: Saturn (1967, współaut. Lin Carter)
- To Venus! To Venus! (1970)

### Zbiory opowiadań
- Two Dozen Dragon Eggs (1969)
- The Men from Ariel (1982)
- Up There and Other Strange Directions (1988)

#### Ważne opowiadania
- „The Man from Ariel” (1934, debiut w „Wonder Stories”)
- „Mimikra” (Mimic Astonishing Stories(inne języki) 1942, polskie tł. Fantastyka 1983 nr 10(13), tł. Ryszard P. Jasiński[1]); sfilmowane pod tytułem Mutant(inne języki) (1997 reż. Guillermo del Toro); film miał dwa sequele: Mutant 2 (2001) i Mutant 3. Obrońca (2003)[2]

### Antologie (wybór)
- Portable Novels of Science (1945, pierwsza na świecie antologia sf, Viking Press)
- The Avon Fantasy Reader (1946)
- Don Wollheim proponuje (World's Best Science Fiction, od 1972 Annual World's Best SF; 1965-1990) - doroczne antologie Wollheima uważane były za najlepsze roczne zbiory opowiadań amerykańskich.

### Prace krytyczne
- The Universe Makers (1971, fundamentalna, choć bardzo osobista analiza literatury science fiction)